# Melanie Moore
Melanie Kathryn Moore (17 settembre 1991) è una ballerina e attrice statunitense.

## Biografia
Melanie Moore ha studiato a Lassiter High School e alla Fordham University di New York. Ha raggiunto la popolarità nel 2011 vincendo l'ottava stagione del reality So You Think You Can Dance. Alla vittoria del talent seguirono due apparizioni nella serie TV Glee nel 2013. Successivamente, la Moore si è dedicata al teatro e nel 2014 ha fatto il suo debutto sulle scene interpretando Peter Pan nel musical Finding Neverland all'American Repertory Theatre di Cambridge.
L'anno successivo fece il suo debutto a Broadway sempre in Finding Neverland e nell'autunno dello stesso anno tornò a recitare a Broadway nel musical Fiddler on the Roof, in cui interpretava la giovane Chava. Dopo un anno nel cast di Fiddler on the Roof, nel 2017 tornò a Broadway nel musical Hello, Dolly!, in cui recitava accanto a Bette Midler e David Hyde Pierce. Nel 2018 invece ha recitato nel musical Premio Pulitzer A Chorus Line in scena al New York City Center nel ruolo di Judy.

## Filmografia
- Glee - serie TV, 2 episodi (2013)

## Teatro
- Finding Neverland, libretto James Graham, colonna sonora di Gary Barlow ed Eliot Kennedy, regia di Diane Paulus. American Repertory Theatre di Cambridge (2014), Lunt-Fontanne Theatre di Broadway (2015)
- Fiddler on the Roof, libretto di Joseph Stein, testi di Sheldon Harnick, colonna sonora di Jerry Bock, regia di Bartlett Sher. Broadway Theatre di Broadway (2015)
- Hello, Dolly!, libretto di Michael Stewart, colonna sonora di Jerry Herman, regia di Jerry Zaks. Shubert Theatre di Broadway (2017)
- A Chorus Line, libretto di James Kirkwood Jr e Nicholas Dante, testi di Edward Kleban, colonna sonora di Marvin Hamlisch, regia di Bob Avian. New York City Center di New York (2018)
- Il buio oltre la siepe, da Harper Lee, adattamento di Aaron Sorkin, regia di Bartlett Sher. Tour statunitense (2022)